# Komádi
Komádi é uma cidade da Hungria, situada no condado de Hajdú-Bihar. Tem 144,65 km² de área e sua população em 2019 foi estimada em 5.421 habitantes.